# Monrovia-Gruppe

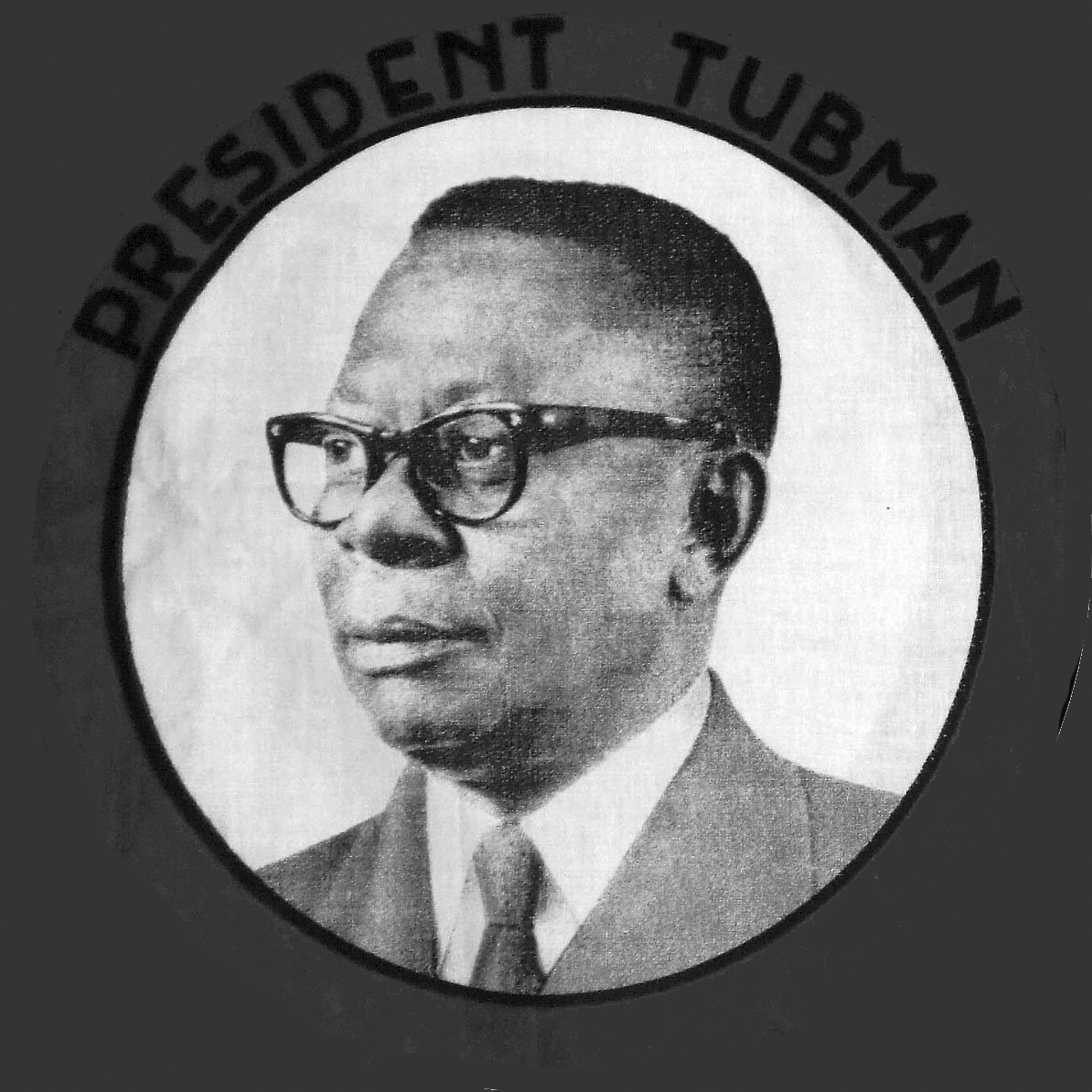
Gastgeber der Konferenz afrikanischer Staaten: Liberias Präsident William Tubman (1961)

Die sogenannte Monrovia-Gruppe (auch Monrovia-Staaten oder Monrovia-Block, eigentlich aber Konferenz afrikanischer Staaten) war eine Gruppe afrikanischer Staaten, die nach der Erringung ihrer Unabhängigkeit einen gemäßigten Panafrikanismus vertraten. Sie wurde nach der vom 8. bis 12. Mai 1961 in Liberias Hauptstadt Monrovia abgehaltenen Konferenz von 20 konservativen afrikanischen Staaten benannt. 
Kern der Monrovia-Gruppe waren die zwölf frankophonen Staaten der 1960 entstandenen Brazzaville-Gruppe (Dahomé-Benin, Elfenbeinküste, Gabun, Kamerun, Kongo-Brazzaville, Madagaskar, Mauretanien, Niger, Obervolta, Senegal, Tschad, Zentralafrika); hinzu kamen Togo, Kongo-Léopoldville (Zaire), Nigeria, Sierra Leone, Äthiopien, Somalia, Tunesien und Liberia.
Die prowestliche Monrovia-Gruppe war das Gegenstück zur sogenannten Casablanca-Gruppe. Die Brazzaville-Gruppe bzw. die Monrovia-Gruppe wurde von den Staaten der Casablanca-Gruppe als „neokolonialistisch“ angesehen. Während die Charta von Casablanca im Januar 1961 einen strikt neutralistischen und radikaler auf die rasche panafrikanische Einheit abzielenden Kurs propagierte, vereinbarten die Teilnehmer der Konferenz in Monrovia im Mai 1961 Fünf Prinzipien der brüderlichen Beziehungen und im Januar 1962 eine Charta zur interafrikanischen Zusammenarbeit. Sowohl die Monrovia-Gruppe als auch die Casablanca-Gruppe lösten sich 1963 zugunsten der Organisation für Afrikanische Einheit (OAU) auf, die Monrovia-Charta setzte sich aber bei der OAU-Gründung durch.

## Weblink
- Englische Seite über den Gegensatz zwischen Casablanca- und Monrovia-Gruppe und die Auswirkungen auf die Gründung der OAU